# نیروی هوایی سورینام
نیروی هوایی سورینام (به هلندی: Surinaamse Luchtmacht) شاخه هوایی از ارتش سورینام است. کلیه هواگردهای نیروی هوایی سورینام از فرودگاه زورخ ان هوپ، پایگاه اصلی نیروی هوایی، ماموریت‌های خود شامل گشت مرزی، ترابری (حمل و نقل)، و جستجو و نجات را انجام می‌دهند. هواگردهای نیروی هوایی سورینام گاهی به سایر پایگاه‌های هوایی در کشور منتقل می‌شوند که شامل فرودگاه بین‌المللی یوهان ادالف پنگل، فرودگاه ماژور هنری فراندز، فرودگاه آلبینا و فردودگاه موئنگو می‌شود. در حال حاضر فرمانده نیروی هوایی سورینام سرهنگ دوم مارون وان هویسدوینن است که از مارس ۲۰۱۹ این مسئولیت را از فرمانده سابق رابرت کارتودیکرومو تحویل گرفته است. نیروی هوایی به چند بال (یگان نظامی) تقسیم‌بندی می‌شود، از جمله بال هلیکوپتر (بالگرد) که فرمانده فعلی آن کاپیتان جان مارک آرون است.

## هواگردها

### فعلی
| هواگرد   | مبداساخت | ماموریت                  | گونه     | تعداد در حال خدمت | توضیحات               |
| بالگردها | بالگردها | بالگردها                 | بالگردها | بالگردها          | بالگردها              |
| -------- | -------- | ------------------------ | -------- | ----------------- | --------------------- |
| هال چتاک | هند      | چندمنظوره / امداد و نجات |          | ۳                 | ازهندوستان دریافت شد. |

### قبلی
هواگردهایی که سابقاً در خدمت نیروی هوایی سورینام بودند، شامل:
- پیلاتوس پی‌سی-۷
- سسنا ۱۷۲
- سسنا ۲۰۶
- سسنا تی۳۰۳
- بی‌ان-۲ دیفندر
- کاسا سی-۲۱۲
- بل ۲۰۵
- آئروسپاسیال آلوئت ۳
- ام‌دی ۵۰۰.[۴][۵]